# Granulomelon grandituberculatum
Granulomelon grandituberculatum é uma espécie de gastrópode  da família Camaenidae.
É endémica da Austrália.